# Настасьинский сельский округ
Настасьинский сельский округ — упразднённая административно-территориальная единица, существовавшая на территории Дмитровского района Московской области в 1994—2006 годах. Центр — деревня Настасьино.
Настасьинский сельсовет был образован 14 июня 1954 года в составе Дмитровского района Московской области путём объединения Волдынского и Сысоевского с/с.
27 августа 1958 года к Настасьинскому с/с были присоединены селения Дубровки, Дятлино, Карпово, Лучинское, Пулиха, Савельево и Юрьево упразднённого Синьковского с/с.
20 августа 1960 года к Настасьинскому с/с был присоединён Астрецовский с/с. Одновременно селения Дубровки, Дятлино, Карпово, Лучинское, Пулиха, Савельево и Юрьево были возвращены в восстановленный Синьковский с/с.
1 февраля 1963 года Дмитровский район был упразднён и Настасьинский с/с вошёл в Дмитровский сельский район. 11 января 1965 года Настасьинский с/с был передан в восстановленный Дмитровский район.
20 декабря 1966 года селения Астрецово, Вороново, Елизаветино, Животино, Круглино, Степаново и Яковлево были выведены из состава Настасьинского с/с и образовали Астрецовский с/с.
3 февраля 1994 года Настасьинский с/с был преобразован в Настасьинский сельский округ.
9 декабря 2002 года в Настасьинском с/о был упразднён посёлок Микишкино.
В ходе муниципальной реформы 2004—2005 годов Настасьинский сельский округ прекратил своё существование как муниципальная единица. При этом все его населённые пункты были переданы в Городское поселение Дмитров.
29 ноября 2006 года Настасьинский сельский округ исключён из учётных данных административно-территориальных и территориальных единиц Московской области.